# Reichenbach (schlesisches Adelsgeschlecht)

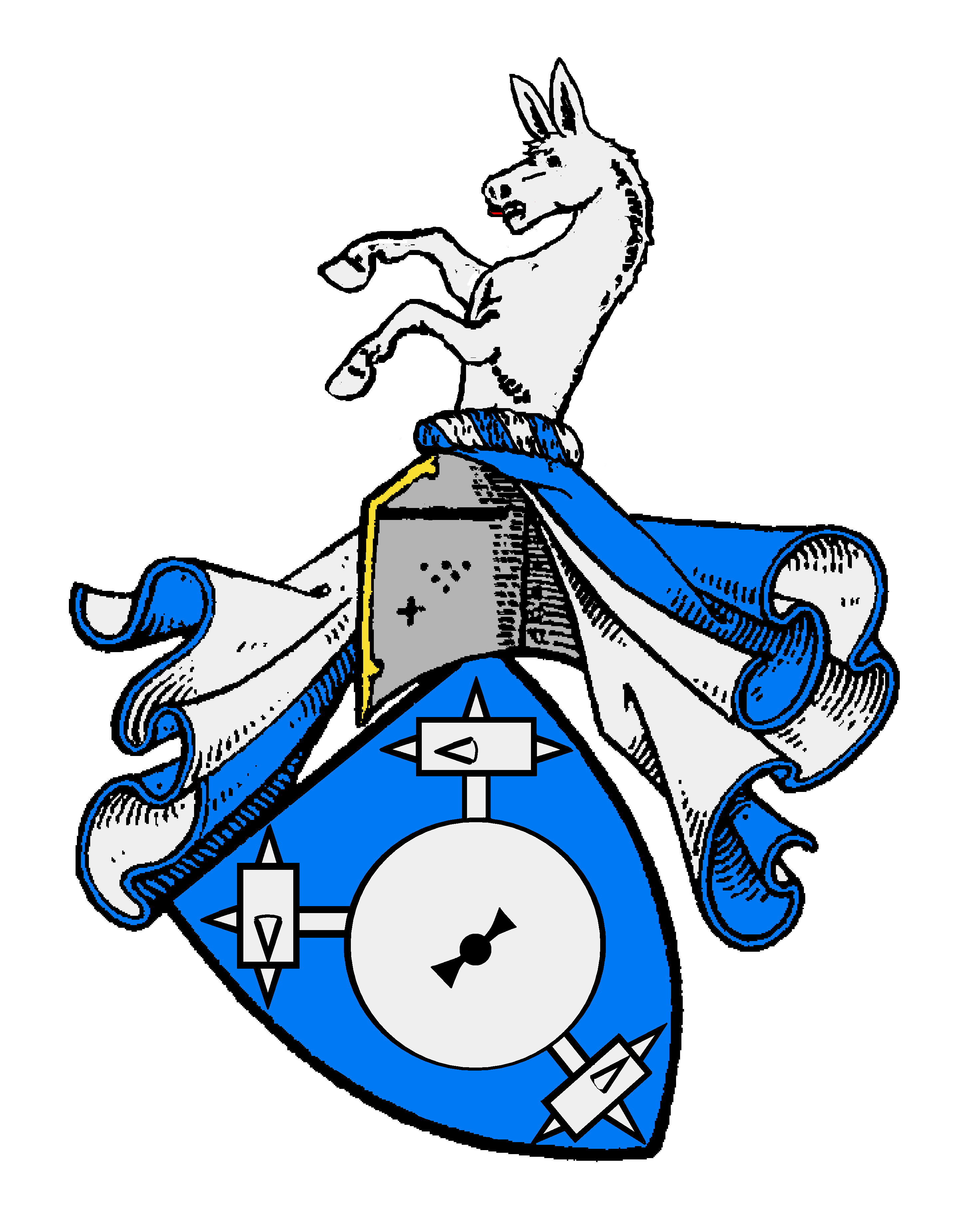
Stammwappen derer von Reichenbach

Die späteren Grafen von Reichenbach waren ein schlesisches Uradelsgeschlecht. Seine Besitzungen lagen überwiegend in den Herzogtümern Schweidnitz-Jauer und Münsterberg, aber auch in der bis 1763 unmittelbar zu Böhmen gehörenden Grafschaft Glatz. Allerdings nannte sich der im Glätzischen sesshafte Zweig im 14./15. Jahrhundert von der Bielau bzw. von der Bela aber auch Bieler von Reichenbach. Erst nach dem Erlöschen der älteren, Peterwitzer Linie um 1477 nahm auch der Glatzer Zweig wieder den Stammnamen von Reichenbach an.
Das schlesische Geschlecht ist nicht verwandt mit dem nordhessischen, im Mittelalter blühenden edelfreien Grafengeschlecht Reichenbach. Daneben gab es noch mehrere briefadelige Familien von Reichenbach, zum Beispiel die 1719 in den Reichsadelsstand erhobenen, aus Sachsen stammenden von Reichenbach, zu denen der General Oskar von Reichenbach und der Maler Hugo von Reichenbach gehörten. Auch sie waren nicht mit den schlesischen Reichenbach verwandt.

## Geschichte

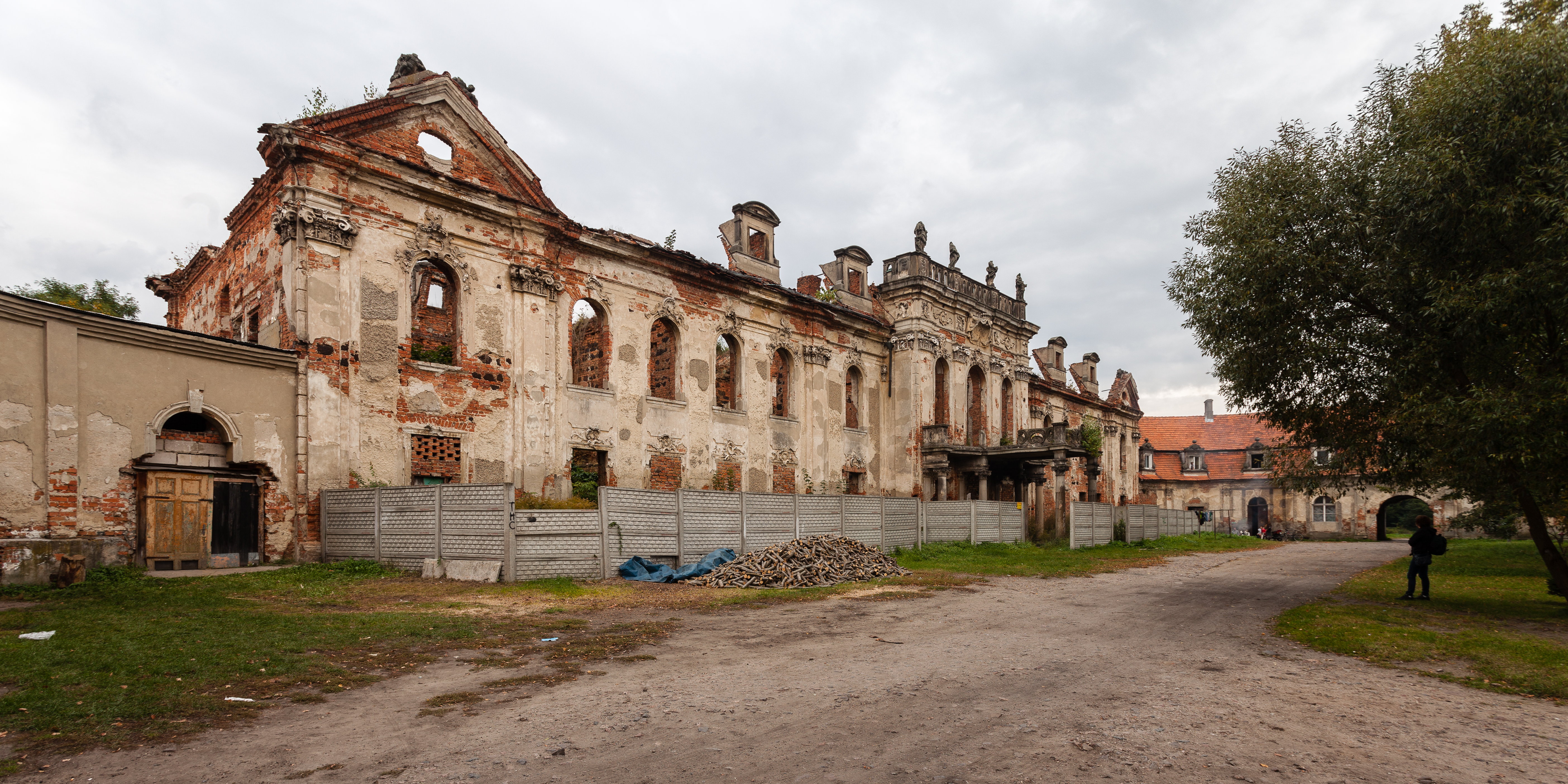
Schloss Goschütz in Goschütz heute

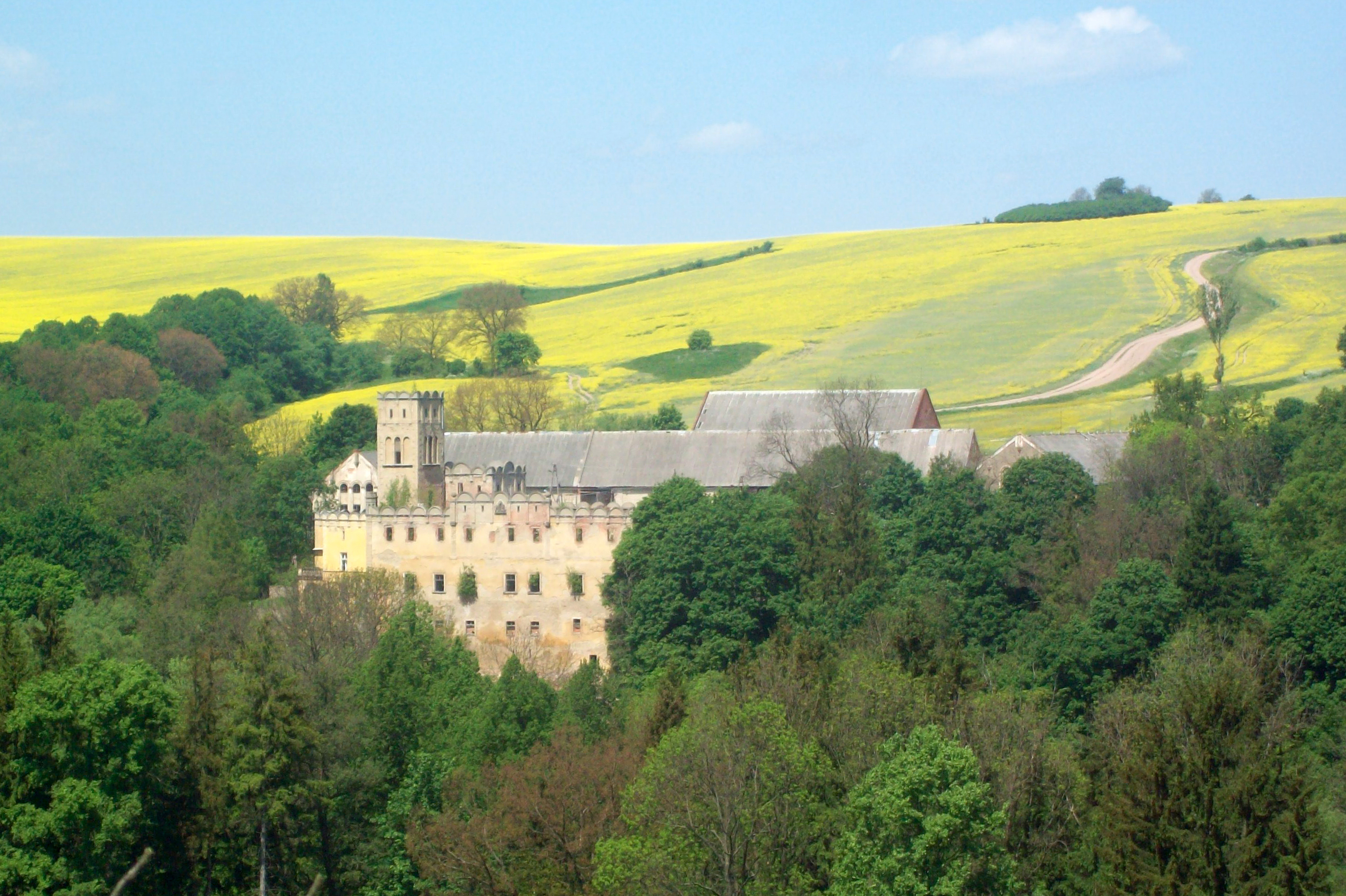
Schloss Niederrathen heute in Niederrathen

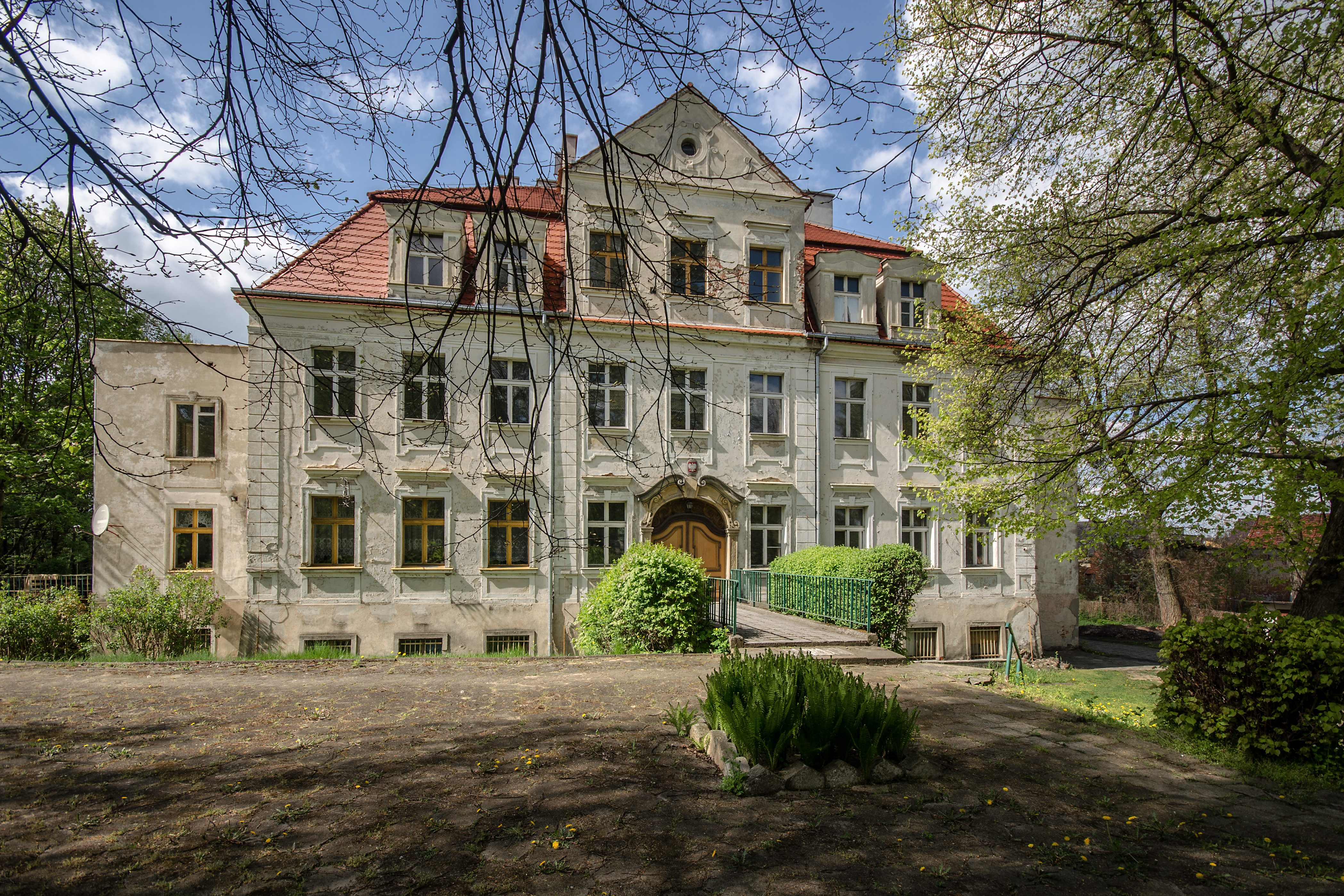
Schloss Festenberg heute

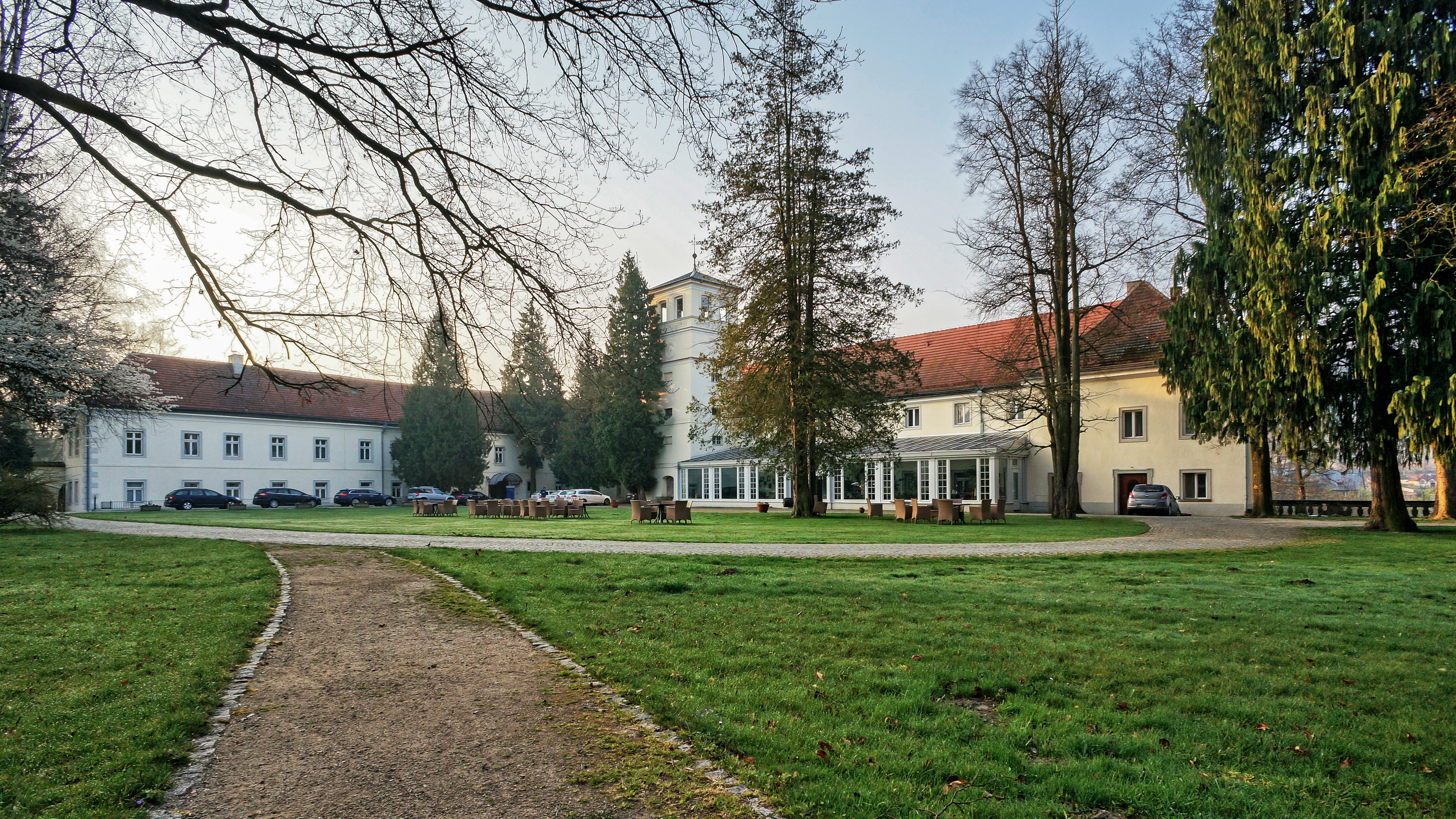
Schloss Kunzendorf, Ansicht von Nordwesten heute

Der erste urkundlich fassbare Familienangehörige ist der Lokator Wilhelm, der 1258 als Schultheiß und 1266 als Vogt von Reichenbach belegt ist. Reichenbach gehörte damals zum Herzogtum Breslau und gelangte 1290/91 an das Herzogtum Schweidnitz. Das Geschlecht war ursprünglich in fünf Stämme geteilt, von denen heute nur noch ein Stamm seit dem 18. Jahrhundert fortbesteht. Dessen Stammreihe beginnt mit Cunze Bieler (bzw. Bielau oder Bela), 1438 Burggraf zu Schatzlar, und Herr auf Fischbach. Sein Sohn Cunze nahm den alten Namen Reichenbach wieder an und nannte sich Cunze von Reichenbach, Bieler genannt. Im 16. Jahrhundert errichtete die Familie das Schloss Niederrathen.
Das Geschlecht erlangte am 30. Mai 1665 den böhmischen Freiherrnstand, am 16. Januar 1678 den böhmischen Herrenstand und am 10. März 1730 den böhmischen Grafenstand. Nach der Eroberung Schlesiens durch Preußen wurde die Familie umgehend von Friedrich II. mit der Würde eines Generalpostmeisters für Niederschlesien (6. November 1741) ausgezeichnet. Diese nicht erbliche Würde wurde jedoch bereits am 7. Januar 1752 in die erbliche Würde eines Erblandpostmeisters für ganz Schlesien umgewandelt. Bald darauf, am 5. Juli 1752, erhielt ein anderer Zweig der Familie die erbliche Würde eines Obererbjägermeisters in Schlesien.
Goschütz wurde vom preußischen König zur Freien Standesherrschaft erhoben, mit ursprünglich einer Größe von 8245 ha und um 1900 noch 7500 ha. Zudem befand sich das Gut Groß-Schönwald (ca. 2100 ha) im Landkreis Groß Wartenberg im Besitz der Standesherren. Eine minderfreie Standesherrschaft war Neuschloss (heute: Nowy Zamek) bei Militsch, das die Reichenbachs 1717 von den Grafen Maltzan auf Militsch erwarben und später an die Grafen von Hochberg vererbten. Die Brüder Eduard und Oskar taten sich als demokratische Politiker während der Revolution von 1848/49 hervor. Für den jeweiligen Fideikommissherrn von Goschütz erhielt die Familie am 12. Oktober 1854 einen erblichen Sitz im Preußischen Herrenhaus. Mit dem großen Besitz um Schloss Goschütz konnte eine große Begüterung bis 1945 verwaltet werden.

## Stammwappen
In Blau ein silberner Mühlstein, hinter demselben hervorkommend drei (2:1) deichselförmig gestellte silberne Streitkolben (sogenannte „Fasseln“; historische Deutungen als Hämmer oder gekreuzte Mühleisen sollen unzutreffend sein. Auch die Bezeichnung als „Mühlschlägel“ kam vor). Auf dem Helm mit blau-silbernen Decken ein wachsender silberner (oder naturfarbener) Esel (bzw. Maultier).

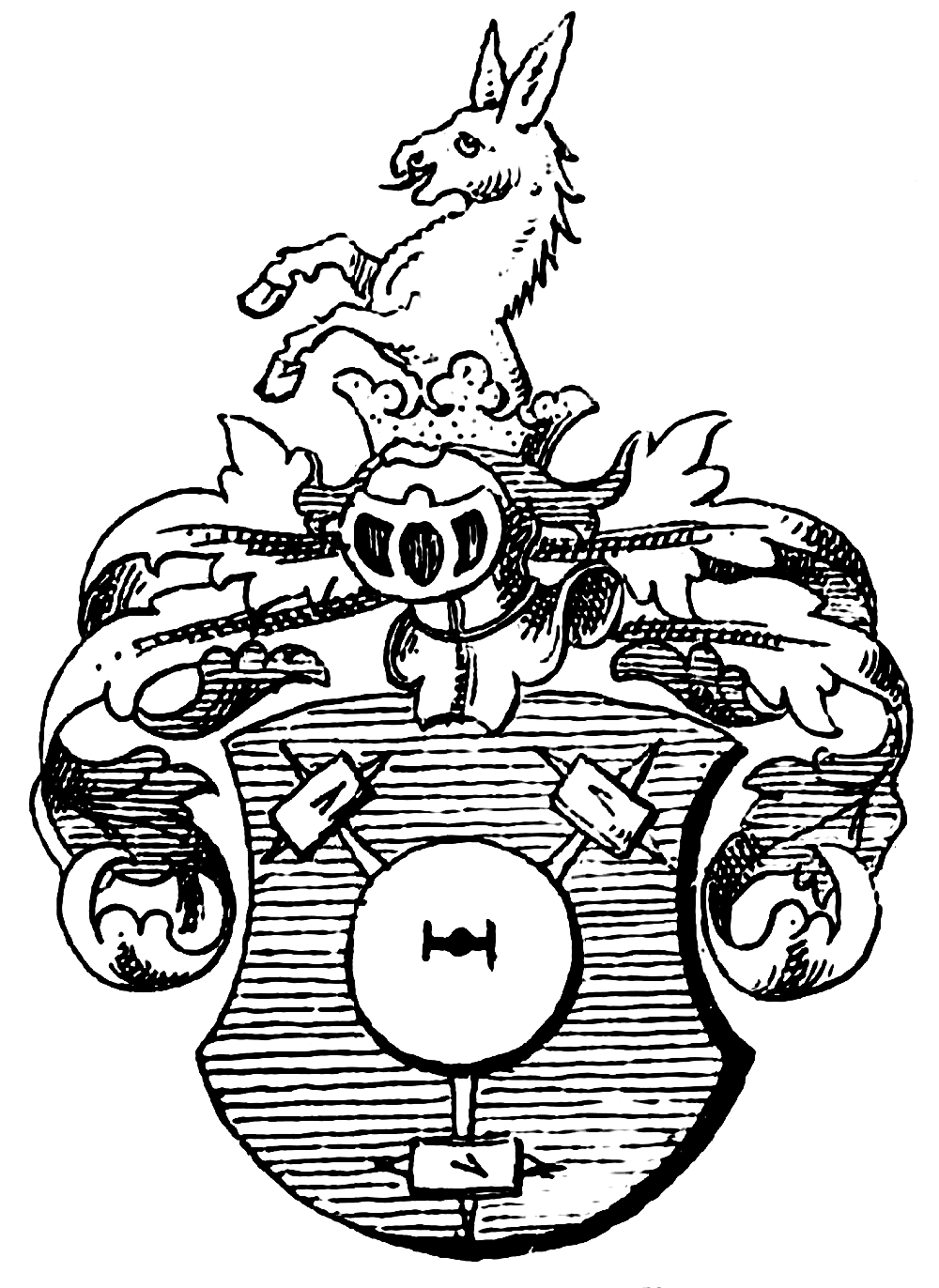
Stammwappen derer von Reichenbach
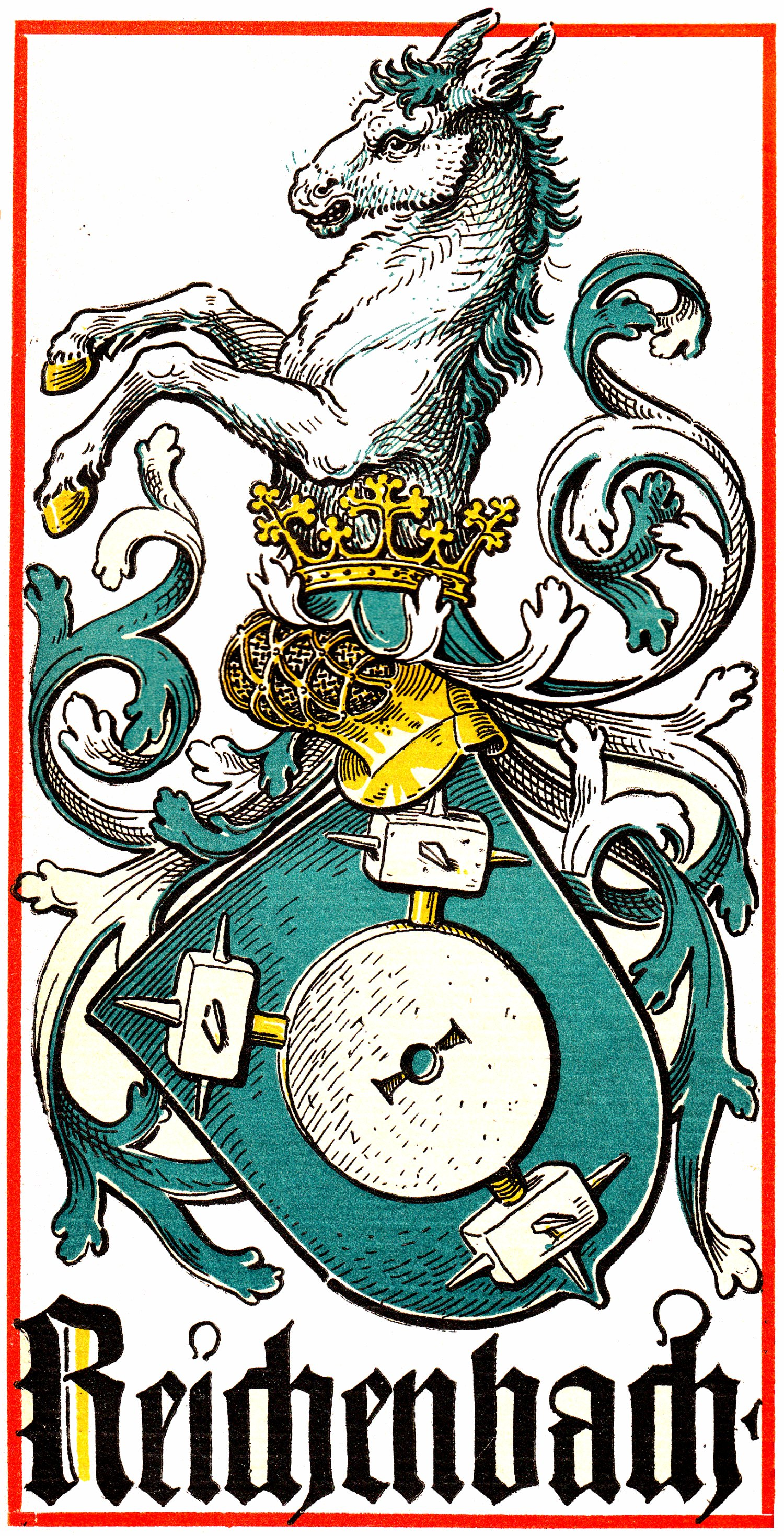
Wappengrafik von Otto Hupp im Münchener Kalender von 1906
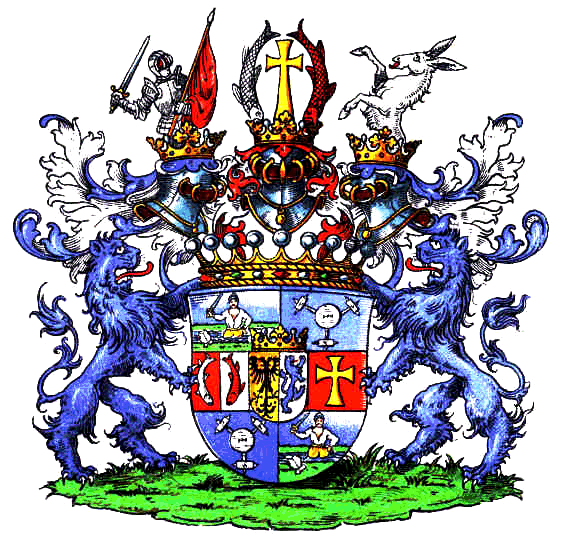
Wappen der Grafen von Reichenbach von 1730
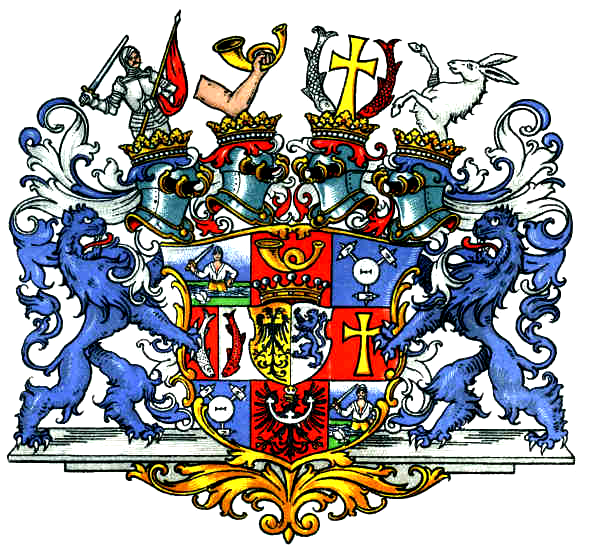
Wappen der Grafen von Reichenbach von 1741
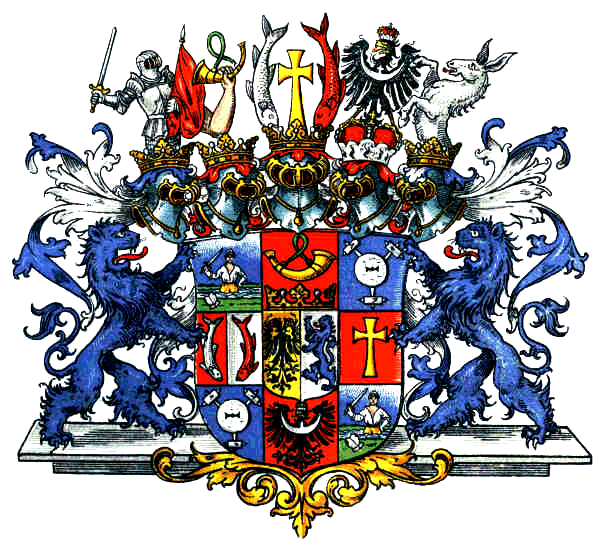
Wappen der Grafen von Reichenbach von 1752

## Bekannte Familienangehörige
- Heinrich von Reichenbach (1508–1557), Landeshauptmann der böhmischen Erbfürstentümer Schweidnitz-Jauer
- Heinrich von Reichenbach (1590–1660), Landesältester und Abgesandter der protestantischen Stände bei Kaiser Ferdinand II.
- Heinrich Leopold Graf von Reichenbach-Goschütz (1705–1775), Generalpostmeister von Schlesien, Ritter[6] des Schwarzen Adlerordens
- Heinrich von Reichenbach-Goschütz (1731–1790) (1731–1790), Freier Standesherr, Generalerbpostmeister in Schlesien
- Fabian Graf von Reichenbach-Goschütz (1755–1821), Industriepionier und Politiker
- Heinrich Leopold Graf von Reichenbach-Goschütz (1768–1816), Generallandschaftspräsident von Schlesien
- Christoph von Reichenbach-Goschütz (1772–1845), Erboberjägermeister und Träger des Ordens Pour le Mérite
- Leopold Graf von Reichenbach-Goschütz (1773–1834), Landrat des Kreises Waldenburg
- Carl Heinrich Fabian Graf von Reichenbach (1778–1820), Regierungspräsident von Oppeln (1816–1820)
- Eduard Graf von Reichenbach-Goschütz (1812–1869), Preußischer Gutsbesitzer und Politiker
- Oskar Graf von Reichenbach-Goschütz (1815–1893), deutscher Politiker
- Woldemar von Reichenbach (1845–1914), Maler
- Friedrich Graf von Reichenbach-Goschütz (1856–1917), preußischer Generalmajor
- Heinrich Graf von Reichenbach-Goschütz (1865–1946), deutscher Standesherr und Mitglied des Preußischen Herrenhauses

### Sekundärliteratur
- Groß Wartenberg – Stadt und Kreis. Eine Beschreibung des niederschlesischen Kreises bis zum Jahre 1945 von Karl-Heinz Eisert. Hrsg. Heimatkreisorganisation Groß Wartenberg, Kommissionsverlag Karl-Heinz Eisert, Alfdorf/Württemberg 1974.